# 東京国際アニメフェア2009 超!ステーション
東京国際アニメフェア2009超（スーパー）!ステーションは2008年の東京国際アニメフェア開催終了後の2008年4月10日より超!A&G+にて放送されているアニラジ番組である。なお、2008年12月4日初回配信分より完全簡易動画配信番組で放送されていた。2009年3月26日初回配信分でこの形式では最終回を迎えた。

## レギュラー出演者
- パーソナリティ:戸塚利絵・鈴木仁
- 演奏コーナー:はなしまなおみ

## 番組内容
- 超!A&G+の番組紹介には2009年3月に開催される東京国際アニメフェア2009の最新情報等をお届け!と表示されている。（初回放送･リピート放送時間中に表示）

## 放送時間
- 2008年4月10日 - 10月2日
  - 初回放送:木曜日22:00 - 23:00
  - リピート放送:金曜日12:00 - 13:00、土曜日17:00 - 18:00、日曜日7:00 - 8:00
- 2008年10月9日 - 12月25日
  - 初回放送:木曜日22:00 - 23:00
  - リピート放送:金曜日12:00 - 13:00
- 2009年1月1日 - 3月26日
  - 初回放送:木曜日22:00 - 23:00
  - リピート放送:金曜日12:00 - 13:00、土曜日16:00 - 17:00

※番組は隔週更新のため、更新のない木曜日はそれぞれリピート放送となっていた。

## 主なコーナー
- オープンニングの演奏コーナー:はなしまなおみによる演奏コーナー。
- 教えて!仁さん:鈴木仁と親しいアニメーション制作関係者やアニメ制作会社の代表など多彩なゲストを毎回招いて送るコーナー。ときどきリスナーへのプレゼントもある。
- ゲストコーナー:主に声優がゲストのコーナー。時折、アニソンアーティストがゲストに来ることもある。
- なおみんの演奏コーナー:はなしまなおみによる演奏とトークで繰り広げるコーナー。
- このほかに「TAF（東京国際アニメフェアの略称）2009」の最新情報も送った。

## ゲスト
| 回 | 放送日   | ゲスト出演者 | ゲスト出演者                                                                         |
| 回 | 放送日   | 教えて!仁さん                                                                                                   | ゲストコーナー                                                                       |
| -- | -------- | --- | ------------------------------------------------------------------------------------ |
| 1  | 4月10日  | - | 榎本温子                                                                             |
| 2  | 4月24日  | - | 津久井教生                                                                           |
| 3  | 5月8日   | - | 豊口めぐみ（収録当日、電話による出演。）                                             |
| 4  | 5月22日  | アニマックスの担当の方（詳細は未詳）                                                                            | 清水愛                                                                               |
| 5  | 6月5日   | ステファン･ボーリュー（カナダ大使館）                                                                           | 加藤英美里                                                                           |
| 6  | 6月19日  | 福島央悧音（ウォーターオリオン（音響制作会社））& やなせたかし、中山星香（電話出演）                            | 関山美沙紀                                                                           |
| 7  | 7月3日   | 柳沢恵子(フジテレビジョンライツ開発局ライツ開発部部長職)                                                        | 松来未祐                                                                             |
| 8  | 7月17日  | 佐々木克己（練馬区産業地域振興部商工観光課長） 梶川正晴（練馬アニメーション協議会事務局長）                     | 後藤沙緒里                                                                           |
| 9  | 7月31日  | 野崎圭一（音楽プロデューサー）                                                                                  | 比嘉久美子                                                                           |
| 10 | 8月14日  | 東北新社のアニメ部門担当者& ファミリー劇場アニメ部門担当者（詳細は未詳）                                        | 沖佳苗                                                                               |
| 11 | 8月28日  | 高橋祐馬（アニプレックス）                                                                                      | 阿澄佳奈                                                                             |
| 12 | 9月11日  | 宮内タカユキ、高山晃（ファンワークス）                                                                          | 佐々木望                                                                             |
| 13 | 9月25日  | 清水義裕（日本動画協会事業広報委員長兼 手塚プロダクション著作権事業局局長）                                     | 成田沙矢香                                                                           |
| 14 | 10月9日  | 林部一孝（東京アニメセンター事務局） 高橋信之（スタジオ・ハードデラックスゼネラルプロデューサー）               | 下屋則子                                                                             |
| 15 | 10月23日 | 牧渕正尚（アニミックスOSAKA事務局エグゼクティブプロデューサー）、 中原日菜（アニミックスOSAKAキャンペーン声優） | 川島得愛、波岡晶子、小田木美恵                                                       |
| 16 | 11月6日  | 宮内タカユキ | 中原日菜、三好りえ、渡辺一茂、 宮澤真一、松尾大亮、実川学                            |
| 17 | 11月20日 | 市橋秀理（タブリエ&コスパグループ）                                                                             | いとうかなこ                                                                         |
| 18 | 12月4日  | 武田康廣（ガイナックス）&白石直子                                                                               | 下和田裕貴                                                                           |
| 19 | 12月18日 | 飯田尚史（ジェネオンエンタテインメント）&高山智子                                                               | 加藤英美里                                                                           |
| 20 | 1月1日   | 木谷高明（ブシロード代表取締役社長）                                                                            | 彩音                                                                                 |
| 21 | 1月15日  | 布川郁司（ぴえろ代表取締役社長）                                                                                | 大亀あすか                                                                           |
| 22 | 1月29日  | 峰松毅（ホビホックス株式会社ホビレコード事業部）& 服部沙織、八木沢愛理（「HOBi WEB RADIO!」パーソナリティ）     | ユウキ･カーレンリース、リリィ・ココ・エヴァンス （「アフィリア･サーガ･イースト」）   |
| 23 | 2月12日  | 南沢道義（81プロデュース代表取締役兼日本音声製作者連盟理事長）                                                  | 実川学・宮澤真一（Ignition・TAF2009公式宣伝担当）                                    |
| 24 | 2月26日  | 大場誠子（東京都産業労働局観光部副参事）                                                                        | 川田妙子                                                                             |
| 25 | 3月12日  | 山口明伸（バンダイ）                                                                                            | 鷲尾天（ 東映アニメーションプロデューサー） 本名陽子、樹元オリエ、三瓶由布子、沖佳苗 |
| 26 | 3月26日  | 林部一孝（東京アニメセンター事務局）、 羽佐間道夫（声優・ムーブマン代表兼協同組合日本俳優連合副理事長）         | cyua                                                                                 |

## 公開録音
- 11月2日にアニミックスOSAKAで公開録音が行われた。この模様は11月6日に放送され、スライドによる公開収録風景の画像が多数あった。

## 最終回エンディングでの重大発表
- 2009年3月26日初回放送分第26回で番組終了が発表された。しかし、戸塚利絵が「東京国際アニメフェア2009」のポスターを裏返すと、「東京国際アニメフェア2010」の仮ポスターが映像に映された。その直後に「実は新番組『東京国際アニメフェア2010 超!ステーション』に4月から番組が生まれ変わります。しかも毎週放送になります。」と、番組タイトルの変更と放送日・放送時間の変更告知を行い、新しいメールアドレスを紹介して、番組を締めくくった。